# (60) Echo
(60) Echo – planetoida z grupy pasa głównego planetoid okrążająca Słońce w ciągu 3 lat i 256 dni w średniej odległości 2,39 j.a. Została odkryta 14 września 1860 roku w Waszyngtonie przez Jamesa Fergusona. Nazwa planetoidy pochodzi od Echo, nimfy górskiej w mitologii greckiej.